# Сімчук Костянтин Миколайович
Костянтин Миколайович Сімчук (26 лютого 1974, м. Київ СРСР) — український хокеїст, воротар.
Вихованець хокейної школи «Сокіл» (Київ).Виступав за «Сокіл» (Київ), ШВСМ (Київ), «Такома Сейберкетс» (WCHL), «Лас-Вегас Тандер» (ІХЛ), «Бейкерсфілд Кондорс» (WCHL), Порт-Гурон Бордер-Кетс (UHL), «Ноксвіль Спід» (UHL), «Сан-Дієго Галлс» (WCHL), «Форт-Вейн Кометс» (UHL), «Спартак» (Москва), «Салават Юлаєв» (Уфа), «Металург» (Магнітогорськ), ХК МВД, ЦСКА (Москва), «Сибір» (Новосибірськ).
Після завершення кар'єри в кінці сезону 2012/13 повернувся на лід, щоб зіграти за «Сокіл» в плей-оф ПХЛ.
У складі національної збірної України провів 67 матчів (176 пропущених шайб), учасник зимових Олімпійських ігор 2002 (3 матчі); учасник чемпіонатів світу 1997 (група C), 2001, 2002, 2003, 2004, 2005, 2006, 2009 (дивізіон I), 2010 (дивізіон I) і 2011 (дивізіон I). У складі молодіжної збірної України учасник чемпіонатів світу 1993 (група C) і 1994 (група B).
Досягнення
- Чемпіон України (1994, 1997)
- Володар Кубка Шпенглера (2005)

Нагороди
- Найкращий хокеїст року України (2005)
- Орден «За заслуги» III ступеня (2008)[2].